# Batalla de Idómene
La batalla de Idómene fue una batalla de la guerra arquidámica (primera fase de la guerra del Peloponeso), que tuvo lugar en el 426 a. C., entre los ejércitos de Atenas y Ambracia.

## Batalla
Los ambraciotas, que eran aliados de los espartanos, habían enviado una fuerza de socorro para ayudar al ejército que había invadido Argos Anfiloquia. Sin el conocimiento de la ambraciotas, el primer ejército había sido masacrado por los atenienses y los acarnanios el día anterior.
Las fuerzas de Ambracia, conscientes de la llegada del ejército ateniense, acamparon en la parte inferior de dos colinas elevadas. Por su parte, Demóstenes, el estratego ateniense, se había puesto en marcha con el resto del ejército tan pronto se hizo de noche. Con la mitad de las tropas tomó la dirección del paso entre las dos colinas (o un paso en el camino hacia Ambracia, mientras que la otra mitad marchó a través de los montes de Anfiloquia. Al amanecer cayó sobre los ambraciotas, que aún estaban acostados. Sus hombres derrotaron al ejército ambraciota, aniquilando a la mayor parte, mientras que el resto huyó a través de las montañas. Algunos ambraciotas llegaron a la costa y nadaron hacia las naves atenienses, pues preferían caer prisioneros de los atenienses que ser aniquilados por los anfiloquios, sus perores enemigos. Más tarde, un pequeño número de ambraciotas lograron ponerse a salvo en su ciudad. Los acarnanios despojaron a los muertos, levantaron trofeos y regresaron a Argos.
El ejército de Ambracia, en el curso de la batalla, perdió alrededor de 1000 hombres.